# جان لاک
جان لاک (به انگلیسی: John Locke) (زادهٔ ۲۹ اوت ۱۶۳۲ – درگذشتهٔ ۲۸ اکتبر ۱۷۰۴) از فیلسوفان سده ۱۷ میلادی انگلستان بود که به‌طور گسترده به عنوان پدر لیبرالیسم کلاسیک شناخته می‌شود. لاک از مهم‌ترین شارحان نظریه قرارداد اجتماعی و پیروان مکتب تجربه‌گرایی است. نظرات او بر پیشرفت شناخت‌شناسی و فلسفه سیاسی مؤثر بود. او از تأثیرگذارترین اندیشمندان عصر روشنگری شمرده می‌شود. نوشته‌های او بر ولتر و ژان ژاک روسو، بسیاری از اندیشوران اسکاتلندی و انقلابیون آمریکائی اثرگذار بود. این تأثیر را می‌توان در اعلامیه استقلال ایالات متحده آمریکا مشاهده کرد.
فرضیهٔ لاک دربارهٔ ذهن معمولاً خاستگاه تصورات امروزی در مورد آگاهی و خود شمرده می‌شود. فرضیه‌ای که در آثار فیلسوفانی چون دیوید هیوم، ژان ژاک روسو و ایمانوئل کانت برجستگی می‌یابد. لاک نخستین فیلسوفی بود که «خود» را از طریق استمرار «هوشیاری» تعریف کرد. او معتقد بود که انسان‌ها چون لوح پاک و دست‌نخورده و تهی از دانش زاده می‌شوند و هیچ دانسته درونی و ذاتی ندارند بلکه هر آنچه می‌دانند از راه مشاهده (تجربه) به دست می‌آید.

## زندگی
پدر لاک، که او نیز جان نام داشت، یک وکیل تجربی و کارمند اداری دفتر قضات در منطقهٔ چو مگنا بود و قبلاً به عنوان سروان سواره نظام برای نیروهای مجلس در دوران اولیه جنگ‌های داخلی انگلستان خدمت کرده بود. مادر او اگنس کین نام داشت. هر دوی والدین او از پیوریتن‌ها بودند. لاک در ۲۹ اوت ۱۶۳۲ میلادی، در رینگتون، در ۱۹ کیلومتری بریستول، چشم به جهان گشود و در همان روز غسل تعمید داده شد. اندکی پس از به دنیا آمدن لاک، خانوادهٔ او به یک خانه روستایی در دهکدهٔ پنسفورد، حدود ۱۱ کیلومتری جنوب بریستول کوچ کردند، جایی که لاک در آن پرورش یافت.
در سالِ ۱۶۴۷ میلادی لاک به مدرسهٔ معتبر وست مینستر در لندن فرستاده شد و تحت نظر الکساندر پاپم، نمایندهٔ مجلس و فرماندهٔ سابق پدرش تعلیم دید. وی پس از اتمام تحصیلاتش در آنجا، از دانشکدهٔ کریست چرچ دانشگاه آکسفورد پذیرش گرفت. رئیس دانشکده در آن زمان جان اون بود که سمت نایب رئیس دانشگاه را نیز به عهده داشت. با اینکه او دانشجوی توانایی بود ولی برنامه آموزشی دورهٔ کارشناسی آن زمان در دانشکده او را آزار می‌داد. او آثار فلاسفهٔ معاصر مانند رنه دکارت را جذاب تر از مطالب کلاسیک که در دانشگاه تدریس می‌شد می‌دانست. او از طریق دوستش ریچارد لوور، که او را از مدرسهٔ وست مینستر می‌شناخت با پزشکی و فلسفهٔ تجربی که در دانشگاه‌های دیگر و در انجمن سلطنتی (جایی که لاک بعدها عضو آن گردید) تدریس می‌شد آشنا شد.
لاک در سال ۱۶۵۶ میلادی مدرک کارشناسی و در سال ۱۶۵۸ میلادی مدرک کارشناسی ارشد خود را دریافت کرد. او سپس در سال ۱۶۷۴ میلادی مدرک کارشناسی پزشکی گرفت. او در این دوران با دانش پزشکی به‌طور گسترده‌ای در دانشگاه آکسفورد آشنا شد و با دانشمندان و متفکران برجسته‌ای مانند رابرت بویل، توماس ویلیس، رابرت هوک و ریچارد لوور همکاری کرد. او در سال ۱۶۶۶ میلادی، لرد آنتونی اشلی کوپر (کنت شفتزبری اول) را که برای معالجهٔ عفونت کبد به آکسفورد آمده بود، ملاقات کرد. کوپر که تحت تأثیر توانایی‌های لاک قرار گرفته بود او را متقاعد ساخت که به جمع اطرافیان او بپیوندد.
لاک به دنبال شغل می‌گشت و در سال ۱۶۶۷ میلادی به خانهٔ شفتزبری در لندن رفت تا در آنجا به عنوان پزشک شخصی کنت مشغول به کار شود. در لندن، لاک به مطالعات پزشکی خودش تحت نظر توماس سیدنهام ادامه داد. سیدنهام تأثیر قابل ملاحظه‌ای بر تفکر فلسفی لاک گذاشت، تأثیری که بعدها در تألیف نوشتاری دربارهٔ درک انسان خودش را نشان داد.
دانش پزشکی لاک زمانی به‌طور جدی مورد آزمون قرار گرفت که عفونت کبد شفتزبری به مرحلهٔ خطرناکی رسید. لاک هماهنگ با نظر چند پزشک دیگر شفتزبری را متقاعد کرد که تحت عمل جراحی برای برداشتن کیست قرار بگیرد (که خود عمل نیز خطر جانی داشت). شفتزبری از این عمل جان سالم به در برد و پس از آن زندگی خود را مدیون لاک می‌دانست.
در خانه شفتزبری و در سال ۱۶۷۱ میلادی بود که مقدمات نوشتارهای اولیه لاک فراهم شد که منشأ نوشتار اصلی او گردید. دو نسخه از آن نوشتارها از آن زمان باقی مانده است. همچنین در این دوران بود که لاک به عنوان دبیر بخش تجارت و مزارع و مشاور اربابان کار می‌کرد که این موضوع به او کمک کرد تا اندیشه‌هایش را در مورد تجارت بین‌المللی و اقتصاد شکل دهد.
شفتزبری، به عنوان بنیانگذار حزب ویگ، تأثیر عمده‌ای در اندیشه‌های سیاسی لاک گذاشت. هنگامی که شفتزبری در سال ۱۶۷۲ میلادی به عنوان صدراعظم برگزیده شد، لاک درگیر سیاست گردید. با کنار رفتن شفتزبری در سال ۱۶۷۵ میلادی، لاک زمانی را صرف مسافرت به مناطق مختلف فرانسه به عنوان راهنما و پزشک کلب بنکس نمود. او در سال ۱۶۷۹ میلادی، زمانی که وضعیت سیاسی شفتزبری بهبود یافته بود به انگلستان بازگشت. در همین زمان، و با احتمال زیاد به درخواست شفتزبری، لاک دو رساله درباره حکومت را تألیف نمود. با وجودی که قبلاً تصور می‌شد لاک این رساله‌ها را در حمایت از انقلاب باشکوه سال ۱۶۸۸ میلادی نوشته باشد ولی پژوهش‌های جدید نشان داده است که این آثار پیش از رخداد انقلاب تکمیل شده بوده است. و امروزه به آن به عنوان بحثی کلی در مخالفت با حکومت مطلقه (یه ویژه آن گونه که از طرف رابرت فیلمر و تامس هابز حمایت شده بود) و تأیید حقوق شخصی افراد به عنوان پایهٔ مشروعیت حکومت نگریسته می‌شود. با وجودی که لاک با حزب ویگ در آن زمان همکاری داشت، امروزه از اندیشه‌های او دربارهٔ حقوق طبیعی و حکومت به عنوان اندیشه‌های انقلابی برای آن دورهٔ زمانی از تاریخ انگلستان یاد می‌شود.
لاک در سال ۱۶۸۳ میلادی، پس از اینکه به او اتهام شرکت در دسیسه رای هاوس (دسیسه برای قتل شاه چارلز دوم) زده شد، مجبور شد علی‌رغم اینکه شواهد کمی علیه او برای همکاری در این نقشه وجود داشت، به هلند فرار کند. در هلند، لاک این فرصت را یافت که به نوشتن بازگردد و مقدار زیادی از وقتش را صرف کار دوباره بر روی نوشتارش دربارهٔ درک انسان و تألیف مقاله‌ای دربارهٔ بردباری نمود. لاک تا زمان پس از انقلاب باشکوه به وطنش بازنگشت. او همسر ویلیام سوم را در بازگشت به انگلستان در سال ۱۶۸۸ میلادی همراهی کرد. عمده آثار لاک پس از بازگشت او از تبعید منتشر شد، از جمله نوشتاری دربارهٔ درک انسان، دو رساله دربارهٔ حکومت و مقاله‌ای دربارهٔ بردباری که به صورت متوالی با فواصل زمانی اندک منتشر شدند.
دوست نزدیک لاک، لیدی ماشام از او دعوت کرد تا نزد او به منزل ماشام در اسکس برود. با وجود اینکه وضعیت سلامت لاک در این دوره به دلیل حملات آسم متغیر بود، ولی او توانست به یک قهرمان فکری در حزب ویگ تبدیل شود. در طول این دوره او راجع به مباحث مختلف با شخصیت‌هایی چون جان درایدن و آیزاک نیوتن یه گفتگو پرداخت.
لاک در ۲۸ اکتبر سال ۱۷۰۴ چشم از جهان فروبست و پیکرش را در حیاط کلیسای روستای های لور، در شرق هارلو (جایی که پس از سال ۱۶۹۱ میلادی در منزل سر فرانسیس ماشام زندگی کرده بود)، به خاک سپردند. لاک هیچ‌گاه ازدواج نکرد و از او فرزندانی به جای نماند.
اتفاقاتی که در طول زندگی لاک به وقوع پیوست، یکپارچگی دوباره انگلستان، طاعون بزرگ لندن و آتش‌سوزی بزرگ لندن بود. او مصوبه اتحاد سال ۱۷۰۷ میلادی را به چشم ندید هر چند که فرمانروایان انگلستان و اسکاتلند در طول حیات او پیمان اتحاد شخصی بستند. پادشاهی مشروطه و نظام پارلمانی در طول حیات لاک در مراحل ابتدایی پیدایش خود بودند.

## اثرگذاری
لاک تأثیر ژرفی بر فلسفه سیاسی، و به ویژه بر لیبرالیسم نوین گذاشت. مایکل زوکرت عنوان می‌کند که لاک با معتدل کردن فلسفه حکومت مطلقه هابز و به ویژه مطرح کردن جدایی دین از سیاست لیبرالیسم را پایه‌ریزی کرد. لاک تأثیر زیادی بر ولتر گذاشت به‌طوری‌که ولتر از او با عنوان «لاک دانا» نام می‌برد. بحث‌های او در زمینهٔ آزادی و قرارداد اجتماعی بعدها بر نوشتارهای الکساندر همیلتون، جیمز مدیسون، توماس جفرسون و سایر بنیان‌گذاران ایالات متحده آمریکا تأثیر گذاشت. در حقیقت، یک بخش از رسالهٔ دوم به صورت کلمه به کلمه در اعلامیه استقلال ایالات متحده آمده است. اثرگذاری لاک به حدی بوده است که توماس جفرسون نوشته است: «بیکن، لاک و نیوتن بدون استثنا بزرگ‌ترین انسان‌هایی بوده‌اند که در طول تاریخ زیسته‌اند. آن‌ها پایه‌های ساختار عظیمی را ایجاد کرده‌اند که دانش فیزیکی و اخلاقی بشر در آن رشد می‌کند». امروزه بیشتر لیبرتارین‌های معاصر لاک را اثرگذار می‌دانند.
اما حتی می‌توان اثرگذاری لاک را در زمینهٔ شناخت‌شناسی عمیق‌تر دانست. لاک مفهوم «خود»، یا «خویشتن» را دوباره تعریف نمود. مورخان فلسفه مانند چارلز تیلور و جرالد سیگل عنوان می‌کنند که جستاری در باب فاهمهٔ بشری اثر جان لاک نقطهٔ آغاز مفهوم نوین «خویشتن» در غرب است.

### شرح تجربه گرایی لاک

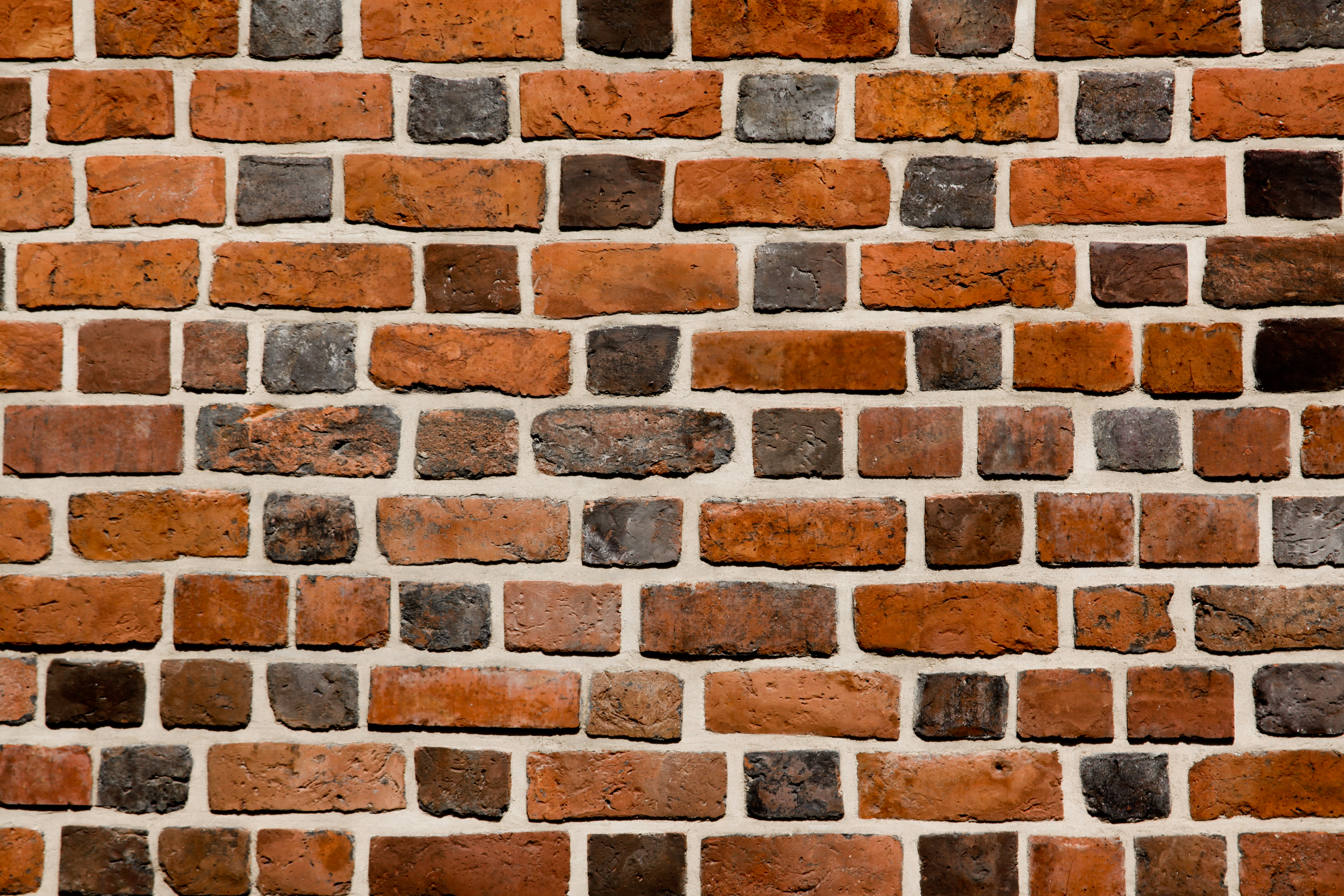
پشت دیوار واقعاً چیست؟ تا تجربه نکنیم نمی‌فهمیم. این است اساس تجربه گرایی

لاک اولین تجربه گرا بود. فلسفه او به این شرح است:
شناختی که ما از جهان داریم و تمامی مسائلی که از جهان می‌فهمیم، نظام‌های فلسفی که در هر جا و در هر زمان می‌سازیم ریشه در تجربه ما دارد. ما ذاتاً اطلاعاتی نداریم؛ مثلاً بشر علت و معلول را از طبیعت استنتاج می‌کند یا مسائلی دیگر را هم به همین‌طور. پس اول تجربه باید به عنوان ریشه تمام شناخت علمی و فلسفی در نظر گرفته شود. او در رساله‌ای در باب فهم بشر می‌گوید:ذهن انسان از طریق حواس پنج‌گانه آرای ساده و پیچیده را دریافت می‌کند تا در ذهن خود دانش تولید کند. او گفته ارسطو را تأیید می‌کرد که هر آنچه در ذهن است ابتدا در حواس بوده. بنابراین به کار بردن واژه‌هایی چون خدا، جوهر، ابدیت در واقع سوءاستفاده از عقل است زیرا این‌ها را در تجربه در نیافته‌ایم. اگر این‌طور باشد می‌شود نظام‌های خوش ساخته فلسفی ساخت که در ظاهر هوشمندانه‌اند ولی در واقع خیال پردازی و توهم‌اند.
لاک سعی کرد دو موضوع را روشن کند:
۱. انسان اندیشه‌های خود را از کجا می‌آورد؟
انسان تا چیزی را حس نکند نمی‌فهمد و در نتیجه اندیشه تولید نخواهد شد. به قول جرج برکلی جهان درک شدن است.
۲. آیا می‌توان به حواس اعتماد کرد؟
لاک برای پاسخ، دو تقسیم‌بندی بر اساس کیفیات اشیا (توان اشیا در ایجاد تصویر در ما) ساخت:
1. صفات اولیه:صفاتی که در ذات اشیا و اجسام وجود دارند مثل جرم، حجم، درجه گرمایی جسم و….
2. صفات ثانویه:صفاتی که در ذات جهان خارج نیستند و ساخته ذهن ما هستند مثل رنگ، مزه و ….

برداشت‌های ما از صفات ثانویه متفاوت است (مثلاً آب بی‌مزه است ولی برای کسی که قبلش نمک خورده شیرین است) و ناشی از قضاوت ما می‌باشند.
برداشت‌های ما از صفات اولیه برای همه مشترک‌اند. یک سیب که ۲۰۰ گرم وزن دارد برای همه ۲۰۰ گرم وزن دارد. پس گویا به نظر می‌رسد او با برداشت‌های فیزیکی و علمی موافق بوده وبی جهت هم نیست زیرا او دوست ایزاک نیوتون بود، بزرگ‌ترین دانشمند تاریخ که برای اولین بار همه چیز را به قول هیوم براساس تجربه می‌پذیرد حتی اگر نتایج آن عجیب و غریب باشد و مسائل غیر تجربی را نمی‌پذیرد حتی اگر مورد قبول همه باشد. در اصل، تاریخ دانان علم، نیوتون را اولین دانشمند واقعی می‌دانند.

### نظریه‌ها در مورد بردباری مذهبی
لاک مقاله‌ای دربارهٔ بردباری (۱۶۹۲–۱۶۸۹ میلادی) را پس از جنگ‌های مذهبی اروپا نوشت و در آن یک فرمول بندی کلاسیک برای بردباری مذهبی ارائه داد که دارای سه محور اصلی است: (۱) قضاوت دنیوی (در مورد قضاوت در سیستم قضایی دولت به‌طور خاص و قضاوت شخصی انسان‌ها به‌طور کلی) قادر نیست به‌طور دقیق حقیقت ادعاها را در دیدگاه‌های مذهبی رقیب یکدیگر ارزیابی کند؛ (۲) حتی اگر قضاوت دنیوی می‌توانست این کار را انجام دهد، اجبار جامعه به یک «دین راستین» اثر مطلوبی نمی‌داشت، زیرا عقاید نمی‌توانند با خشونت تحمیل شوند؛ (۳) وادار کردن جامعه به یکنواختی دینی منجر به ناهنجاری‌های اجتماعی بیشتری نسبت به تنوع دینی خواهد شد.

### نظریهٔ ارزش و دارایی
لاک از لغت دارایی هم به معنای عام آن و هم به معنای خاص آن استفاده می‌کند. در معنای عام، دارایی تمامی منافع و آرمان‌های بشری را پوشش می‌دهد و در معنای خاص به کالاهای مادی گفته می‌شود. لاک این بحث را مطرح می‌کند که دارایی یک حق طبیعی است که با کار کردن حاصل می‌شود.
در فصل پنجم از رسالهٔ دوم (از نوشتار دو رساله دربارهٔ حکومت)، لاک عنوان می‌کند که مالکیت بر کالاها با کاری که برای تولید کالاها انجام شده یا دارایی‌هایی که برای تولید کالاهای مفید برای جامعه بشری مصرف می‌شود، توجیه می‌گردد.
لاک نظر خود را در رسالهٔ دوم بدین گونه بیان می‌کند که آنچه در طبیعت یافت می‌شود به خودی خود ارزش اندکی برای جامعه انسانی دارد و چیزی که به کالاها بها می‌دهد میزان کاری است که برای ساخت آن‌ها صرف می‌شود. این موضوع به عنوان پشتوانه‌ای محسوب می‌شود که بتوان نظریهٔ کار برای کسب دارایی را به صورت نظریهٔ کار برای کسب ارزش نیز تفسیر کرد چرا که نظریهٔ لاک این مفهوم را می‌رساند که کالاهایی که توسط طبیعت تولید می‌شوند ارزش اندکی دارند مگر اینکه در مراحل تولید با کار بشری تلفیق شوند و این کار باعث ارزشمند شدن کالا می‌گردد.
لاک اعتقاد داشت که حق مالکیت تنها از راه کار کردن حاصل می‌شود. همچنین او معتقد بود که حق مالکیت بر دولت مقدم است و دولت حق ندارد به‌طور خودسرانه در دارایی‌های افراد دخالت کند. کارل مارکس بعدها با ارائهٔ نظریهٔ اجتماعی خودش نظریهٔ حق مالکیت لاک را مورد انتقاد قرار داد.

### نظریهٔ سیاسی
نظریهٔ سیاسی لاک بر مبنای قرارداد اجتماعی پایه‌ریزی شده است. برخلاف تامس هابز، لاک عقیده داشت که طبیعت انسان با تعقل و بردباری مشخص می‌شود. همانند هابز، لاک نیز اعتقاد داشت که طبیعت انسان باعث خودخواهی او می‌شود. در وضع طبیعی، همه مردم برابر و مستقل هستند، و هر کسی این حق طبیعی را دارد که از «زندگی، سلامتی، آزادی و دارایی‌هایش» دفاع کند. بیشتر صاحبنظران ریشهٔ عبارت «زندگی، آزادی و پیگیری خوشبختی» در اعلامیهٔ استقلال آمریکا را در نظریهٔ لاک در مورد حقوق انسان‌ها می‌دانند. هرچند که برخی نیز عنوان کرده‌اند که عبارت مذکور ممکن است منابع دیگری نیز داشته باشد.
همانند هابز، لاک معتقد بود که صرف داشتن حق دفاع در وضع طبیعی کافی نیست، بنابراین مردم جامعه مدنی را تشکیل می‌دهند تا مناقشات بین آن‌ها را از راه‌های مدنی توسط حکومت حل و فصل کند. با این حال، لاک هیچ‌گاه به اسم هابز اشاره نمی‌کند و امکان دارد که مطرح کردن این بحث برای پاسخگویی به دیگر نویسندگان هم عصرش بوده است. لاک همچنین از اصل تفکیک قوا در حکومت طرفداری می‌کرد و اعتقاد داشت که در شرایطی که دولت از اختیارات خود سوءاستفاده کند اقدام به انقلاب برای سرنگونی دولت نه تنها یک حق بلکه یک تکلیف برای مردم است. این اندیشه‌ها تأثیر ژرفی بر اعلامیه استقلال ایالات متحده آمریکا و قانون اساسی ایالات متحده آمریکا گذاشت.
از دیدگاه لاک، حکمران آزادی مطلق ندارد و تابع قوانین اخلاقی است. از سوی دیگر، افراد نمی‌توانند به حکمران خود قدرت مطلق دهند زیرا خود قدرت مطلق (همچون توانایی مطلق در در سلب آزادی‌های دیگران) ندارند؛ بنابراین حکمران در نظر لاک قدرتی محدود دارد و فوق قانون نیست. از سوی دیگر، جان لاک، قدرت حکمرانی را به جای سلطان به هیئت قانونگذار واگذار می‌کند و برای هیئت قانونگذار برتری قائل است.
حق طغیان. انقلاب سال ۱۶۸۸ انگلستان (انقلاب شکوهمند) که دستگاه سیاسی را بدون خونریزی و اغتشاش تغییر داد خط بطلانی بود بر نظر هابز که تصور می‌کرد قیام مردم علیه حکمران منجر به انحلال جامعه سیاسی می‌شود. لاک معتقد بود اگر دولت به بیدادگری بپردازد، مردم حق ساقط کردن آن دولت را دارند.

### خویشتن
لاک خویشتن انسان را این‌گونه تعریف می‌کند: «آن وجود متفکر آگاه، (مهم نیست که از جنس مادی یا معنوی یا به شکل ساده یا پیچیده در نظر گرفته شود) که منطقی است، یا نسبت به لذت و درد آگاه است، قادر به خوشبختی یا بدبختی است، و بنابراین تا زمانی که این آگاهی ادامه دارد، به خودش علاقه‌مند است.» او با این وجود، نقش جسم را نیز در ساختن انسان نادیده نمی‌گیرد. بنابراین می‌توان گفت خویشتن از دید لاک هوشیاری خودآگاه و خودبازتابی است که در جسم قرارگرفته است.
لاک در نوشتار خود به وجود آمدن تدریجی این ذهن هوشیار را در وجود انسان توضیح می‌دهد. در مخالفت با دیدگاه آگوستینی به بشر به عنوان موجودی گناهکار از بدو خلقت و همچنین دیدگاه دکارتی، که عنوان می‌کند انسان به‌طور ذاتی گزاره‌های منطقی را می‌داند، لاک بحث ذهن «خالی» را مطرح می‌کند، لوح سفید که بشر با آن متولد می‌شود و در طول زندگی توسط تجربه قلم زده می‌شود. از دید لاک، حواس و خویشتن‌اندیشی (ظرفیت بشر در درون‌نگری و تمایل به دانستن در مورد جوهرهٔ وجودی خویش) منابع تمام ایده‌های ما هستند.
فرمول بندی لاک در مورد لوح سفید در نوشتاری دربارهٔ درک انسان متأثر از رسالهٔ حی بن یقظان است که در قرن ۱۲ میلادی توسط فیلسوف اندلسی-اسلامی، ابن طفیل نوشته شد و بعدها توسط ادوارد پوکوک در قرن ۱۷ میلادی به لاتین ترجمه شد. ابن طفیل در این رساله نظریه لوح سفید را به عنوان یک آزمایش فکری در قالب یک داستان با عنوان حی بن یقظان مطرح کرده است که در آن او شکل‌گیری ذهن یک کودک وحشی (کودکی که به دور از اجتماع در حیات وحش بزرگ شده است) از یک لوح سفید تا یک ذهن بالغ را در محیطی به دور از اجتماع و در یک جزیرهٔ دور افتاده و تنها از طریق تجربه، توضیح می‌دهد.
رسالهٔ اندیشه‌هایی در مورد آموزش اثر لاک، طرحی است در مورد اینکه چگونه باید این ذهن را آموزش داد: او این باور را مطرح می‌کند که آموزش چیزی است که انسان را می‌سازد، یا به مفهوم اساسی تر، ذهن مانند «قفسه‌ای خالی» است که با آموزش پر می‌شود. لاک عنوان می‌کند: «من فکر می‌کنم می‌توان گفت در مورد همهٔ انسان‌ها، نه دهم چیزی که آن‌ها هستند، خیر یا شر، سودرسان یا بی فایده، چیزی است که با آموزش حاصل شده است.»
لاک همچنین می‌نویسد «تأثیرات کوچک و تقریباً نامحسوسی که در دوران کودکی بر روی ذهن لطیف انسان گذاشته می‌شود، عواقب بسیار مهم و ماندگاری در پی خواهد داشت.» او همچنین این بحث را مطرح می‌کند که «تلفیق اندیشه‌ها» که یک نفر در دوران جوانی در ذهن خود شکل می‌دهد مهم‌تر از مواردی هستند که بعداً شکل می‌گیرند، چرا که آن اندیشه‌ها شالودهٔ ذهن را تشکیل می‌دهند، یا به بیانی دیگر، آن‌ها اولین نشان‌هایی هستند که بر روی لوح سپید گذاشته می‌شوند. لاک در نوشتار خود نسبت به مواردی مانند اجازه دادن به یک «فرد نادان» به اینکه کودکی را متقاعد کند که «جن و اشباح» در شب ظاهر می‌شوند، هشدار داده است، زیرا تاریکی از آن پس در ذهن آن کودک آن با اندیشه‌های هراس‌انگیز تلفیق می‌شود و این تلفیق به حدی است که او دیگر نمی‌تواند در ذهن خود وجود تاریکی را از وجود اشباح متمایز کند.
مبحث تلفیق اندیشه‌ها که لاک آن را مطرح کرد، تأثیر بزرگی بر تفکرات قرن هجدهم میلادی گذاشت. به ویژه در نظریهٔ آموزش، که تقریباً تمام نویسندگان در آن به والدین هشدار می‌دادند که اجازه ندهند که اندیشه‌های منفی در ذهن کودکانشان با سایر اندیشه‌ها تلفیق شود. این مبحث همچنین منجر به شکل‌گیری روان‌شناسی و برخی شاخه‌های علمی جدید دیگر شد. دیوید هارتلی بعدها تلاش نمود تا مکانیزمی زیستی برای تلفیق اندیشه‌ها در نوشتار مشاهدات در مورد انسان، پیدا کند.

## سرآغاز چشم‌انداز مدرن
لاک را می‌توان به عنوان شخصی که اولین ذهن مدرن را داشته است، توصیف نمود. این امر به خاطر آنست که او برخی از مسائل مهم در تفکرات پس از قرون وسطا را گردآوری کرد و آن‌ها را در قالب یک چشم‌انداز واحد ارائه نمود. بخشی از پیام او به بشریت را می‌توان در قالب این کلمات خلاصه کرد: «هرگز بدون تفکر از بزرگان علمی، سیاسی و مذهبی پیروی نکنید. همچنین بدون تفکر از سنت و قراردادهای اجتماعی پیروی نکنید. برای خودتان به‌طور مستقل فکر کنید. به شواهد موجود نگاه کنید و سعی کنید دیدگاه‌ها و رفتارتان را بر پایهٔ اینکه مسائل واقعاً چگونه هستند، بگذارید.» امروزه شاید برای انسان‌هایی که در جوامع مدنی زندگی می‌کنند سخت باشد که تصور کنند این پیام برای جامعهٔ زمان لاک چقدر جدید بوده است. این پیام تأثیرات انقلابی بر سیستم آموزشی، دانش، سیاست، و حتی خود فلسفه در غرب گذاشت.
این پیام هم‌زمان با نیاز جدید در عرصهٔ دانش برای مشاهده و آزمایش بود. لاک بر نیوتن تأثیر گذاشت، و همچنین از او تأثیر پذیرفت. رویکرد او به سیستم آموزشی، مخالفت با یادگیری طوطی‌وار و مخالفت با آموزش مطالب کهنه شده برای زمان حال و مسائل تقدیس شده توسط سنت بود. او اعتقاد داشت که زبان نباید از طریق دستور زبان آموزش داده شود بلکه باید از راه تمرین و مثال آموخته شود. او می‌خواست تا بر مسائل کلاسیک تأکید کمتری شود و توجه به مسائل مدرن معطوف گردد. او اعتقاد داشت که تمام انسان‌ها مستعد پیشرفت هستند و پاسداری از حقوق و آزادی افراد تنها هدف قانونی حکومت است.
این چشم‌انداز با خصومت از سوی حکومت‌هایی که قادر به تأمین شرایط آن نبودند مواجه شد. گرچه فلسفهٔ لاک مخالفت با حکومت مطلقه در تمام عرصه‌های زندگی و عقیدتی است، ولی نیت آن به هیچ وجه ترویج خشونت طلبی و ستیزه‌جویی نیست بلکه کاملاً برعکس فلسفهٔ او در جهت گسترش خوش‌اخلاقی، میانه‌روی و تواضع است. در فلسفهٔ او همیشه تأکید بر عقل سلیم، جلوگیری از بردن مسائل به سوی افراطی گری و در نظر گرفتن تمام حقایق و شواهد برای یک موضوع است.
تمام جنبه‌های مذکور در فلسفهٔ لاک با یکدیگر در هم تنیده است. این فلسفه پایه‌های لازم را برای رشد تفکرات فلسفی در کشورهای انگلیسی زبان در یک دورهٔ زمانی دویست ساله پس از لاک فراهم آورد. فلسفهٔ لاک به اساس نگرش انگلو-ساکسون به مسائل تبدیل شد و همچنین تأثیر عظیمی بر توسعه جوامع فرانسه و آلمان گذاشت. ولتر در فرانسه و کانت در آلمان هر دو طرفدار نظریاتی بودند که لاک پایه‌گذاری کرده بود.

## آثار
- رساله‌ای دربارهٔ حکومت، ترجمهٔ حمید عضدانلو، نشر نی، چاپ اول، تهران، ۱۳۹۱.
- جستاری در خصوص فاهمه بشری، ترجمه کاوه لاجوردی، نشر مرکز، ۱۳۹۹.
- پرسش‌هایی دربارهٔ قانون طبیعت، ترجمهٔ پوریا گل‌شناس، نشرچشمه (چرخ)، ۱۴۰۲.
- رساله‌ای دربارهٔ رواداری، ترجمهٔ شمس الدین محمد میرشکاک، نشر پیله، ۱۳۹۹.

- John Locke eText Archive
- کارهای John Locke در پروژه گوتنبرگ
- Links to online books by John Locke
- The Works of John Locke
  - 1823 Edition, 10 Volumes on PDF files, and additional resources
  - 1824 Edition, 9 volumes in multiple formats
- John Locke Manuscripts
- Updated versions of Essay Concerning Human Understanding, Second Treatise of Government, and Letter on Toleration, edited by Jonathan Bennett
- Locke, Two Treatises of Government,  ed. Thomas Hollis (A. Millar et al. ، 1764) See original text in The Online Library of Liberty
- آثار مربوط جان لاک در کتابخانه‌ها (کاتالوگ ورلدکت)